# Neuseeländische Cricket-Nationalmannschaft in Australien in der Saison 1980/81
Die Tour der neuseeländischen Cricket-Nationalmannschaft nach Australien in der Saison 1980/81 fand vom 28. November bis zum 30. Dezember 1980 statt. Die internationale Cricket-Tour war Bestandteil der Internationalen Cricket-Saison 1980/81 und umfasste drei Tests. Australien gewann die Serie 2–0.

## Vorgeschichte
Für beide Mannschaften ist es die erste Tour der Saison. Parallel spielten beide Mannschaften zusammen mit Indien ein Drei-Nationen-Turnier.
Das letzte Aufeinandertreffen der beiden Mannschaften bei einer Tour fand in der Saison 1976/77 in Neuseeland statt.

## Stadien
Die folgenden Stadien wurden für die Tour als Austragungsort vorgesehen.
| Stadion                  | Stadt     | Kapazität | Spiele  |
| ------------------------ | --------- | --------- | ------- |
| The Gabba                | Brisbane  | 42.000    | 1. Test |
| Melbourne Cricket Ground | Melbourne | 100.024   | 3. Test |
| WACA Ground              | Perth     | 20.000    | 2. Test |

## Kaderlisten
Die Kaderlisten wurden vor der Tour bekanntgegeben.
| Test | Test |
| Australien | Neuseeland |
| --- | --- |
| - Allan Border - Greg Chappell - John Dyson - Jim Higgs - Rodney Hogg - Merv Hughes - Geoff Lawson - Dennis Lillee - Geoff Marsh - Len Pascoe - Doug Walters - Graeme Wood | - Brendon Bracewell - John Bracewell - Mark Burgess - Chris Cairns - Jeremy Coney - Bruce Edgar - Richard Hadlee - Geoff Howarth - Warren Lees - Paul McEwan - John Parker - Ian Smith - Gary Troup - John Wright |

## Tests

### Erster Test in Brisbane
| 28. – 30. November Scorecard | Brisbane | Neuseeland 225 (70.1) & 142 (41.1) | – | Australien 305 (115.5) & 63-0 (21.3) |
|                              |          | Australien gewinnt mit 10 Wickets  |   |                                      |

### Zweiter Test in Perth
| 12. – 14. Dezember Scorecard | Perth | Neuseeland 196 (73.5) & 121 (48.1) | – | Australien 265 (81.1) & 55-2 (22.1) |
|                              |       | Australien gewinnt mit 8 Wickets   |   |                                     |

### Dritter Test in Melbourne
| 26. – 30. Dezember Scorecard | Melbourne | Australien 321 (121.3) & 188 (87.2) | – | Neuseeland 317 (108.2) & 128-6 (54) |
|                              |           | Remis                               |   |                                     |